# Sörhagskroen
Sörhagskroen är en sjö i Mönsterås kommun i Småland och ingår i Emån-Alsteråns kustområde.